# Generaldirektion der Europäischen Kommission
Eine Generaldirektion (kurz GD, auch DG für englisch Directorate General / französisch Direction générale) ist eine Verwaltungseinheit der Europäischen Kommission, die jeweils für einen bestimmten Politikbereich zuständig ist. Die Generaldirektionen bilden das Kernstück des exekutiven Unterbaus der Europäischen Union, sie sind daher funktional mit Ministerien oder Bundesbehörden auf nationaler Ebene vergleichbar.
Zwar sind die Generaldirektionen jeweils bestimmten Mitgliedern der Kommission zugeordnet, manche Kommissare verfügen aber über mehrere Generaldirektionen. In der Vergangenheit kam es zudem bisweilen dazu, dass einzelne Generaldirektionen mehreren Kommissaren zuarbeiteten; mit dem Amtsantritt der Kommission Barroso II wurden jedoch die Ressorts und die Generaldirektionen einander im Zuschnitt angeglichen. Die meisten Generaldirektionen sind in Brüssel angesiedelt, wo im Berlaymont-Gebäude auch der Hauptsitz der Europäischen Kommission ist. Ein Nebensitz befindet sich in Luxemburg.
An der Spitze jeder Generaldirektion steht ein Generaldirektor (Director-General / Directeur-Général). Sie sind als Behördenleiter die höchstrangigen Verwaltungsbeamten der Europäischen Union und etwa mit den Amtschefs eines nationalen Ministeriums (Staatssekretär oder Ministerialdirektor in Deutschland, Sektionschef/Generalsekretär in Österreich) zu vergleichen. Die Generaldirektoren sind für die alltägliche Arbeit in ihrem jeweiligen Ressort verantwortlich und bleiben politisch meist im Schatten der zuständigen Kommissare. Als Grundregel stammen Kommissar und Generaldirektor niemals aus demselben EU-Mitgliedstaat, um nationale Einflussbereiche zu verhindern. Zudem ist vorgesehen, dass Generaldirektoren alle zwei bis fünf Jahre ihren Posten wechseln.
Der Aufbau der Generaldirektionen ähnelt demjenigen von nationalen Ministerien: Sie sind in Direktionen untergliedert, die sich wiederum in Referate (Units) aufteilen. Bis 1999 waren die Generaldirektionen durchnummeriert, seit einer Strukturreform im selben Jahr werden sie nach ihrer Zuständigkeit benannt. Die Direktionen sind meist mit Buchstaben, die Referate mit Nummern gekennzeichnet. Die GD Landwirtschaft besteht beispielsweise aus dreizehn Direktionen mit je drei bis sechs Referaten.
Im Rang den Generaldirektionen gleichgestellt sind auch einige Europäische Ämter (etwa das Statistische Amt) und Dienste der Europäischen Kommission (wie Übersetzungs-, Dolmetsch-, Pressedienst). Auch die zeitlich begrenzt eingerichteten Exekutivagenturen der Europäischen Union haben den Rang einer Generaldirektion. Insgesamt umfasst die Verwaltung der Kommission rund 32.000 Mitarbeitende (zum Vergleich: die deutsche Bundesverwaltung beschäftigt etwa 316.500, die Schweizer Bundesverwaltung etwa 33.000 Mitarbeitende).

## Die Generaldirektionen
1. Spalte: Die Generaldirektionen gliedern sich in vier organisatorische Bereiche

 Die Bereiche sind in der Tabelle nach der ersten Spalte sortierbar.

3. Spalte: Die Abkürzungen leiten sich meist von den englischen oder französischen Benennungen ab.
|   | Generaldirektion, Amt, Dienst                                   | Abk.             | Generaldirektor/-in                  | Herkunftsland                     | Im Zuständigkeitsbereich des Kommissionsmitglieds für |
| - | --------------------------------------------------------------- | ---------------- | ------------------------------------ | --------------------------------- | ----------------------------------------------------- |
| P | Beschäftigung, Soziales und Inklusion                           | EMPL             | Mario Nava                           | Italien                           | Beschäftigung, Soziales und Integration               |
| P | Bildung, Jugend, Sport und Kultur                               | EAC              | Pia Ahrenkilde-Hansen                | Dänemark                          | Bildung und Kultur                                    |
| G | Binnenmarkt, Industrie, Unternehmertum und KMU                  | GROW             | Kerstin Jorna                        | Deutschland                       | Binnenmarkt und Dienstleistungen                      |
| P | Energie                                                         | ENER             | Ditte Juul Jørgensen                 | Dänemark                          | Energie                                               |
| P | Mobilität und Verkehr                                           | MOVE             | Magda Kopczyńska                     | Polen                             | Verkehr                                               |
| P | Maritime Angelegenheiten und Fischerei                          | MARE             | Charlina Vitcheva                    | Bulgarien                         | Umwelt, Ozeane und Fischerei                          |
| P | Forschung und Innovation                                        | RTD              | Marc Lemaître                        | Luxemburg                         | Forschung und Innovation                              |
| P | Gemeinsame Forschungsstelle                                     | JRC              | Bernard Magenhann                    | Frankreich                        | Forschung und Innovation                              |
| P | Gesundheit und Lebensmittelsicherheit                           | SANTE            | Sandra Gallina                       | Italien                           | Gesundheit und Verbraucherpolitik                     |
| P | Kommunikationsnetze, Inhalte und Technologien                   | CONNECT          | Roberto Viola                        | Italien                           | Digitale Wirtschaft                                   |
| P | Justiz und Verbraucher                                          | JUST             | Ana Gallego Torres                   | Spanien                           | Justiz, Grundrechte und Bürgerschaft                  |
| P | Migration und Inneres                                           | HOME             | Beate Gminder                        | Deutschland                       | Inneres                                               |
| P | Landwirtschaft und ländliche Entwicklung                        | AGRI             | Wolfgang Burtscher                   | Österreich                        | Landwirtschaft und ländliche Entwicklung              |
| P | Regionalpolitik und Stadtentwicklung                            | REGIO            | Themis Christophidou                 | Zypern                            | Regionalpolitik                                       |
| P | Steuern und Zollunion                                           | TAXUD            | Gerassimos Thomas                    | Griechenland                      | Steuern und Zollunion                                 |
| P | Umwelt                                                          | ENV              | Eric Mamer                           | Frankreich                        | Umwelt                                                |
| P | Klimapolitik                                                    | CLIMA            | Kurt Vandenberghe                    | Belgien                           | Klimaschutz                                           |
| P | Wettbewerb                                                      | COMP             | Olivier Guersent                     | Frankreich                        | Wettbewerb                                            |
| P | Wirtschaft und Finanzen                                         | ECFIN            | Maarten Verwey                       | Niederlande                       | Wirtschaft und Finanzen                               |
| P | Finanzstabilität, Finanzdienstleistungen und Kapitalmarktunion  | FISMA            | John Berrigan                        | Irland                            | Binnenmarkt und Dienstleistungen                      |
| P | Verteidigungsindustrie und Weltraum                             | DEFIS            | Timo Pesonen                         | Finnland                          | Binnenmarkt                                           |
| P | Europäischer Katastrophenschutz und humanitäre Hilfe            | ECHO             | Maciej Popowski                      | Polen                             | Humanitäre Hilfe und Krisenschutz                     |
| E | Dienst für außenpolitische Instrumente                          | FPI              | Josep Borrell                        | Spanien                           | Hoher Vertreter                                       |
| E | Nachbarschaftspolitik und Erweiterungsverhandlungen             | NEAR             | Gert Jan Koopman                     | Niederlande                       | Erweiterung                                           |
| E | Internationale Partnerschaften                                  | INTPA            | Koen Doens                           | Belgien                           | Entwicklung                                           |
| E | Handel                                                          | TRADE            | Sabine Weyand                        | Deutschland                       | Handel                                                |
| G | Amt für Veröffentlichungen                                      | OP               | Hilde Hardeman                       | Belgien                           | Kommissionspräsident                                  |
| G | Betrugsbekämpfung                                               | OLAF             | Ville Itälä                          | Finnland                          | Steuern und Zollunion                                 |
| G | Eurostat                                                        | ESTAT / Eurostat | Mariana Kotzeva                      | Bulgarien                         | Verwaltung                                            |
| G | Generalsekretariat                                              | SG               | Ilze Juhansone                       | Lettland                          | Kommissionspräsident                                  |
| G | Kommunikation                                                   | COMM             | Dana Spinant                         | Rumänien                          | Kommissionspräsident                                  |
| I | Amt für die Feststellung und Abwicklung individueller Ansprüche | PMO              | Christian Levasseur                  | Frankreich                        | Verwaltung                                            |
| I | Inspire, Debate, Engage and Accelerate Action                   | IDEA             | N. N.                                | -                                 | Kommissionspräsident                                  |
| I | Informatik                                                      | DIGIT            | Veronica Gaffey                      | Irland                            | Digitale Wirtschaft                                   |
| I | Datenschutzbeauftragter                                         | DPO              | Michelle Sutton                      | Belgien Vereinigtes Königreich    | Kommissionspräsident                                  |
| I | Dolmetschen                                                     | SCIC             | Genoveva Ruiz Calavera               | Spanien                           | Haushalt und Personal                                 |
| I | Amt für Gebäude, Anlagen und Logistik - Brüssel                 | OIB              | Morten Fjalland                      | Dänemark                          | Verwaltung                                            |
| I | Amt für Gebäude, Anlagen und Logistik - Luxemburg               | OIL              | José Miranda-Vizuete (kommissarisch) | Spanien                           | Verwaltung                                            |
| I | Haushaltsplan                                                   | BUDG             | Stéphanie Riso                       | Frankreich                        | Finanzplanung und Haushalt                            |
| I | Interner Auditdienst                                            | IAS              | Agnieszka Kaźmierczak                | Polen                             | Steuern und Zollunion                                 |
| I | Juristischer Dienst                                             | SJ               | Daniel Calleja y Crespo              | Spanien                           | Kommissionspräsident                                  |
| I | Übersetzung                                                     | DGT              | Christos Ellinides                   | Zypern                            | Mehrsprachigkeit                                      |
| I | Humanressourcen und Sicherheit                                  | HR               | Stephen Quest                        | Frankreich Vereinigtes Königreich | Verwaltung                                            |